# Shingo Ito
Shingo Ito (伊東 真吾 Ito Shingo?, nacido el 28 de abril de 1979 en Saitama) es un exfutbolista japonés. Jugaba de defensa y su último club fue el Montedio Yamagata de Japón.

## Trayectoria

### Clubes
| Club              | País  | Año         |
| ----------------- | ----- | ----------- |
| Kawasaki Frontale | Japón | 1998 - 2000 |
| Omiya Ardija      | Japón | 2001 - 2002 |
| Montedio Yamagata | Japón | 2003        |

## Palmarés

### Títulos nacionales
| Título    | Club              | País  | Año  |
| --------- | ----------------- | ----- | ---- |
| J2 League | Kawasaki Frontale | Japón | 1999 |